# 옙 Z3
옙 Z3(Samsung YP-Z3)은 삼성 옙에서 제작한 동영상 플레이 전용 MP3이다. 비디오, 음악, FM라디오 재생 기능과 음성녹음, 사진, 텍스트 뷰어 기능을 갖췄으며, 내장 용량은 4GB이다.